# Touch

تاچ (به انگلیسی: touch) یک نرم‌افزار استاندارد برای سیستم‌های شبه‌یونیکس است که برای دسترسی و تغییر در مشخصات زمانی فایل‌ها استفاده می‌شود. همچنین برای ایجاد فایل خالی نیز می‌توان از این برنامه استفاده کرد.
برنامهٔ تاچ باید بتواند زمان دسترسی، زمان ایجاد تغییر یا هر دو خصیصه را برای یک فایل تغییر دهد. آدرس فایل مورد نظر باید به عنوان آرگومان به تاچ داده شود. همچنین تاچ باید بررسی کند که اگر فایل مورد نظر وجود نداشت، یک فایل خالی را با زمان ایجاد و دسترسی مشخص شده بسازد و اگر زمانی مشخص نشده باشد، از زمان فعلی استفاده کند.

## نحوهٔ استفاده
در SUS اینطور مقرر شده‌است:
- -a: فقط زمان دسترسی (به انگلیسی: access time) تغییر کند
- -c: اگر فایل مشخص شده وجود نداشت، فایل جدیدی ایجاد نشود و این قضیه اطلاع نیز داده نشود
- -m: فقط زمان تغییر (به انگلیسی: modification time) تغییر کند
- -r file: استفاده از زمان‌های دسترسی و زمان تغییر فایل file
- -t time: برای مشخص کردن زمان دسترسی و زمان تغییر فایل به فرمتی که در زیر توضیح داده شده‌است.

زمان داده شده به تاچ باید به صورت [[cc]yy]MMDDhhmm[.ss] باشد.
- MM: دو عدد برای ماه
- DD: دو عدد برای روز
- hh: دو عدد برای ساعت
- mm: دو عدد برای دقیقه
- ss: دو عدد برای ثانیه (گزینهٔ اختیاری)
- cc: دو عدد ابتدایی سال (گزینهٔ اختیاری)
- yy: دو عدد انتهایی سال (گزینهٔ اختیاری)

اگر تاچ بدون گزینهٔ t- استفاده شود از تاریخ و ساعت فعلی سیستم
استفاده خواهد شد.